# Ron Yuan
Ronald Yuan (New York, ...) è un attore, stuntman e artista marziale statunitense.

## Carriera
Ha preso parte a diverse pellicole di successo come L'arte della guerra, Fast & Furious - Solo parti originali, Amici × la morte, Blood and Bone e Red Dawn - Alba rossa.
Ha avuto un ruolo ricorrente nella serie Netflix Marco Polo. Ha avuto un ruolo importante anche nell'ultima stagione di Sons of Anarchy, nei panni di Ryu Tom. È stato nel cast principale della serie della CBS Golden Boy.

## Filmografia parziale

### Cinema
- Bloodfist V - Bersaglio umano (Bloodfist V: Human Target), regia di Jeff Yonis (1994)
- Double Dragon, regia di James Yukich (1994)
- Jade, regia di William Friedkin (1995)
- Drive - Prendetelo vivo (Drive), regia di Steve Wang (1997)
- Gojira 2000 - Millennium (ゴジラ2000 ミレニアム), regia di Takao Okawara (1999)
- Deep Core 2000, regia di Rodney MacDonald (2000)
- L'arte della guerra (The Art of War), regia di Christian Duguay (2000)
- Shaolin Soccer, regia di Stephen Chow (2001)
- Kung Pow, regia di Steve Oedekerk (2002)
- Amici × la morte (Cradle 2 the Grave), regia di Andrzej Bartkowiak (2003)
- Ella Enchanted - Il magico mondo di Ella (Ella Enchanted), regia di Tommy O'Haver (2004)
- Forbidden Warrior, regia di Jimmy Nickerson (2005)
- Fifty Pills, regia di Theo Avgerinos (2006)
- Fast & Furious - Solo parti originali (Fast & Furious), regia di Justin Lin (2009)
- Blood and Bone, regia di Ben Ramsey (2009)
- The Girl from the Naked Eye, regia di David Ren (2012)
- Red Dawn - Alba rossa (Red Dawn), regia di Dan Bradley (2012)
- Attacco al potere - Olympus Has Fallen (Olympus Has Fallen), regia di Antoine Fuqua (2013)
- Mall, regia di Joe Hahn (2014)
- Bruce Lee - La grande sfida (Birth of the Dragon), regia di George Nolfi (2016)
- The Accountant, regia di Gavin O'Connor (2016)
- Independence Day - Rigenerazione (Independence Day: Resurgence), regia di Roland Emmerich (2016)
- Mulan, regia di Niki Caro (2020)
- The Paper Tigers, regia di Bao Tang (2020)
- Mortal Kombat Legends: Snow Blind, regia di Rick Morales (2022) – voce
- The Wind & the Reckoning, regia di David L. Cunningham (2022)
- The Monkey King, regia di Anthony Stacchi (2023) – voce

### Televisione
- Vanishing Son – serie TV, un episodio (1995)
- Jarod il camaleonte (The Pretender) – serie TV, episodio 1x15 (1997)
- Walker Texas Ranger – serie TV, un episodio (1997)
- Pensacola - Squadra speciale Top Gun (Pensacola: Wings of Gold) – serie TV, un episodio (1997)
- La signora del West (Dr. Quinn, Medicine Woman) – serie TV, un episodio (1998)
- Nash Bridges – serie TV, 3 episodi (1998-1999)
- V.I.P. – serie TV, 4 episodi (1998-2001)
- Più forte ragazzi (Martial Law) – serie TV, un episodio (1999)
- L.A. Heat – serie TV, un episodio (1999)
- JAG - Avvocati in divisa (JAG) – serie TV, un episodio (2000)
- Son of the Beach – serie TV, un episodio (2000)
- In tribunale con Lynn (Family Law) – serie TV, un episodio (2002)
- Alias – serie TV, un episodio (2002)
- Robbery Homicide Division – serie TV, un episodio (2002)
- The Agency – serie TV, un episodio (2003)
- Black Sash – serie TV, un episodio (2003)
- Boston Legal – serie TV, un episodio (2004)
- Detective Monk – serie TV, un episodio (2005)
- Entourage – serie TV, un episodio (2005)
- CSI: NY – serie TV, 4 episodi (2005)
- Sleeper Cell – serie TV, un episodio (2005)
- 24 – serie TV, 2 episodi (2007)
- Cold Case - Delitti irrisolti (Cold Case) – serie TV, episodio 5x11 (2007)
- Pushing Daisies – serie TV, un episodio (2008)
- Prison Break – serie TV, 6 episodi (2008)
- Burn Notice - Duro a morire (Burn Notice) – serie TV, un episodio (2010)
- NCIS: Los Angeles – serie TV, un episodio (2011)
- Touch – serie TV, un episodio (2012)
- Awake – serie TV, un episodio (2012)
- Tron - La serie (Tron: Uprising) – serie TV, un episodio (2012) – voce
- Golden Boy – serie TV, 13 episodi (2013)
- Justified – serie TV, un episodio (2014)
- Castle – serie TV, episodio 6x18 (2014)
- Hawaii Five-0 – serie TV, episodio 5x09 (2014)
- Marco Polo – serie TV, 7 episodi (2016)
- Siren – serie TV, 8 episodi (2018)
- Pacific Rim - La zona oscura (Pacific Rim: The Black) – serie TV, un episodio (2021) – voce
- Blood & Treasure – serie TV, 6 episodi (2022)
- The Brothers Sun – serie TV, 3 episodi (2024)

## Doppiatori italiani
Nelle versioni in italiano delle opere in cui ha recitato, Ron Yuan è stato doppiato da:
- Alessandro Ballico in Burn Notice - Duro a morire, NCIS: Los Angeles, Castle
- Pasquale Anselmo in Jade, Fast & Furious - Solo parti originali
- Edoardo Siravo in Prison Break, Siren
- Paolo Marchese in Hawaii Five-0, Blood & Treasure
- Riccardo Niseem Onorato in Jarod il camaleonte
- Fabrizio Pucci in CSI: NY
- Massimiliano Plinio in Baby
- Roberto Certomà in Cold Case - Delitti irrisolti
- Luigi Ferraro in Blood and Bone
- Alberto Bognanni in Touch
- Massimo Bitossi in Sons of Anarchy
- Davide Marzi in The Accountant
- Roberto Draghetti in Mulan
- Dario Oppido in The Brothers Sun